# Henri le Marié
Henri Auguste Marie le Marié (ur. 18 kwietnia 1878 w Laval, zm. 1 sierpnia 1953 tamże) – francuski strzelec, olimpijczyk.
Brał udział w Letnich Igrzyskach Olimpijskich 1912. Startował tylko w trapie, w którym zajął 51. miejsce. 

## Wyniki

### Igrzyska olimpijskie
| Igrzyska       | Konkurencja | Wynik   | Miejsce | Źródło |
| -------------- | ----------- | ------- | ------- | ------ |
| Sztokholm 1912 | Trap        | 12 pkt. | 51      | [ 1 ]  |